# Debora Montanari
Debora Montanari (Pinerolo, 17 ottobre 1980) è un'ex hockeista su ghiaccio italiana.
Alta 160 cm, pesa 61 kg.
Risiede a Torre Pellice e ha iniziato a giocare seguendo i due fratelli minori. Esordisce nella squadra della sua città nel 1996, giocando da attaccante. Due anni più tardi però, per esigenze della formazione, cambia ruolo e si trasforma in portiere. In questa posizione ha conquistato la nazionale, con cui ha giocato finora 28 partite, guadagnandosi la convocazione per i Giochi olimpici di Torino 2006.
Studia psicologia e lavora in una cooperativa come educatrice per disabili.